# Liste der Lieder von Tarja Turunen
Die Liste der Lieder von Tarja Turunen enthält alle von der finnischen Klassik- und Symphonic-Metal-Sängerin Tarja Turunen veröffentlichten Titel.
| Titel                                                                                      | Autor/Autoren                                                                                       | Album                                                       | Jahr | Anmerkungen                                                |
| ------------------------------------------------------------------------------------------ | --------------------------------------------------------------------------------------------------- | ----------------------------------------------------------- | ---- | ---------------------------------------------------------- |
| 10th Man Down                                                                              | Tuomas Holopainen                                                                                   | Over the Hills and Far Away                                 | 2001 | + Nightwish, Tapio Wilska                                  |
| 1971                                                                                       | Torsten Stenzel                                                                                     | Outlanders                                                  |      | + Outlanders & Walter Giardino                             |
| 500 Letters                                                                                | Johnny Lee Andrews, Tarja Turunen                                                                   | Colours in the Dark                                         | 2013 |                                                            |
| A Peaceful Place (Return to the Oasis)                                                     | Tarja Turunen                                                                                       | Outlanders                                                  | 2023 | + Outlanders & Walter Giardino                             |
| A Return to the Sea                                                                        | Emppu Vuorinen, Jukka Nevalainen, Tarja Turunen, Tuomas Holopainen                                  | Walking In the Air – The Greatest Ballads                   | 2011 | + Nightwish                                                |
| Afterlife                                                                                  | | Rocking Heels: Live at Metal Church                         | 2016 |                                                            |
| Alchemy                                                                                    | Jim Michael Dooley, Tarja Turunen                                                                   | In The Raw                                                  | 2019 |                                                            |
| Alias                                                                                      | | Rocking Heels: Live at Metal Church                         | 2016 |                                                            |
| All I Ask of You – Live 2011                                                               | |                                                             | 2011 | + Jose Cura                                                |
| All of Them – Live 21. 10. 2005                                                            | Hans Zimmer                                                                                         | End of an Era                                               | 2005 | + Nightwish                                                |
| All We Are                                                                                 | Doro Pesch, Joey Balin                                                                              | 25 Years in Rock and Still Going Strong                     | 2010 | + Doro Pesch                                               |
| Always With Me, Always With You                                                            | | Rocking Heels: Live at Metal Church                         | 2016 |                                                            |
| Amazing Grace                                                                              | John Newton                                                                                         | From Spirits And Ghosts                                     | 2017 |                                                            |
| An Empty Dream                                                                             | Mariano Cattaneo, Miguel Ricardo Borzi, Tarja Turunen                                               | The Brightest Void                                          | 2014 | Theme for the Movie Dead Heart                             |
| Angels Fall First                                                                          | Emppu Vuorinen, Jukka Nevalainen, Tarja Turunen, Tuomas Holopainen                                  | Angels Fall First                                           | 1996 | + Nightwish                                                |
| Anteroom of Death – Live 2012                                                              | Kiko Masbaum, Michelle Leonard, Tarja Turunen                                                       | Act I: Live in Rosario                                      | 2012 |                                                            |
| Anteroom of Death                                                                          | Kiko Masbaum, Michelle Leonard, Tarja Turunen                                                       | What Lies Beneath                                           | 2010 | + Van Canto                                                |
| Archive of Lost Dreams – Live 2010 Masters of Rock / Czech Republic                        | Tarja Turunen                                                                                       | Luna Park Ride                                              | 2010 | + Philharmonic Bohuslava Martinû Zlin, Choir               |
| Arkihuolesi Kaikki Heitä                                                                   | Tarja Turunen, Veeti Kallio                                                                         | Henkäys ikuisuudesta                                        | 2006 |                                                            |
| Astral Bells                                                                               | Kalevi Kiviniemi, Markku Krohn, Marzi Nyman                                                         | In Concert – Live at Sibelius Hall                          | 2006 | + Harus                                                    |
| Astral Romance                                                                             | Emppu Vuorinen, Jukka Nevalainen, Tarja Turunen, Tuomas Holopainen                                  | Angels Fall First                                           | 1996 | + Nightwish, Tony Kakko                                    |
| Ave Maria                                                                                  | Astor Piazzolla                                                                                     | Ave Maria – En Plein Air                                    | 2015 |                                                            |
| Ave Maria                                                                                  | Axel von Kothen                                                                                     | Ave Maria – En Plein Air                                    | 2015 |                                                            |
| Ave Maria                                                                                  | Camille Saint-Saëns                                                                                 | Ave Maria – En Plein Air                                    | 2015 |                                                            |
| Ave Maria                                                                                  | Charles-Marie Widor                                                                                 | Ave Maria – En Plein Air                                    | 2015 |                                                            |
| Ave Maria                                                                                  | David Popper                                                                                        | Ave Maria – En Plein Air                                    | 2015 |                                                            |
| Ave Maria                                                                                  | Ferenc Farkas                                                                                       | Ave Maria – En Plein Air                                    | 2015 |                                                            |
| Ave Maria – Live 2020                                                                      | Giulio Caccini                                                                                      | Christmas Together: Live At Olomouc And Hradec Kralove – LP | 2020 |                                                            |
| Ave Maria (auch Ave Maria (Op. 52 Nr. 6, D 839))                                           | Sir Walter Scott, Franz Schubert 1825                                                               | Henkäys ikuisuudesta                                        | 2006 |                                                            |
| Ave Maria                                                                                  | Johann Sebastian Bach, Charles Gounod                                                               | Ave Maria – En Plein Air                                    | 2015 |                                                            |
| Ave Maria                                                                                  | Michael Hoppé                                                                                       | Ave Maria – En Plein Air                                    | 2015 |                                                            |
| Ave Maria – Live 2020                                                                      | Michael Hoppé                                                                                       | Christmas Together: Live At Olomouc And Hradec Kralove – LP | 2020 |                                                            |
| Ave Maria                                                                                  | Paolo Tosti                                                                                         | Ave Maria – En Plein Air                                    | 2015 |                                                            |
| Ave Maria – Live 2020                                                                      | Paolo Tosti                                                                                         | Christmas Together: Live At Olomouc And Hradec Kralove – LP | 2020 |                                                            |
| Ave Maria                                                                                  | Pietro Mascagni                                                                                     | Ave Maria – En Plein Air                                    | 2015 |                                                            |
| Ave Maria                                                                                  | Tarja Turunen                                                                                       | Ave Maria – En Plein Air                                    | 2015 |                                                            |
| Ave Maria                                                                                  | Tarja Turunen                                                                                       | In Concert – Live at Sibelius Hall                          | 2006 | + Harus                                                    |
| Ave Maria – Live 2020                                                                      | Tarja Turunen                                                                                       | Christmas Together: Live At Olomouc And Hradec Kralove – LP | 2020 |                                                            |
| Ave Maria                                                                                  | Tarja Turunen                                                                                       | Rocking Heels: Live at Metal Church                         | 2016 |                                                            |
| Ave Maria                                                                                  | Vladimir Vavilov                                                                                    | Ave Maria – En Plein Air                                    | 2015 |                                                            |
| Ave Maria Op. 80                                                                           | Luigi Luzzi                                                                                         | In Concert – Live at Sibelius Hall                          | 2006 | + Harus                                                    |
| Ave Maria Stella (auch Ave Maris Stella)                                                   | Edvard Grieg                                                                                        | Ave Maria – En Plein Air                                    | 2015 |                                                            |
| Awaken                                                                                     | Jim Michael Dooley, Tarja Turunen                                                                   | In The Raw                                                  | 2019 |                                                            |
| Away                                                                                       | Tuomas Holopainen                                                                                   | Over the Hills and Far Away                                 | 2001 | + Nightwish                                                |
| Bare Grace Misery                                                                          | Emppu Vuorinen, Tuomas Holopainen                                                                   | Wishmaster                                                  | 2000 | + Nightwish                                                |
| Beauty and the Beast                                                                       | Emppu Vuorinen, Jukka Nevalainen, Tarja Turunen, Tuomas Holopainen                                  | Angels Fall First                                           | 1996 | + Nightwish, Tony Kakko                                    |
| Beauty of the Beast: 1. Long Lost Love                                                     | Marco Hietala                                                                                       | Century Child                                               | 2002 | + Nightwish                                                |
| Beauty of the Beast: 2. One More Night To Live                                             | Emppu Vuorinen, Tuomas Holopainen                                                                   | Century Child                                               | 2002 | + Nightwish                                                |
| Beauty of the Beast: 3. Christabel                                                         | Tuomas Holopainen                                                                                   | Century Child                                               | 2002 | + Nightwish                                                |
| Bless the Child – Single DEU # 63                                                          | Tuomas Holopainen                                                                                   | Century Child                                               | 2002 | + Nightwish                                                |
| Blute Nur – Live 2014 (auch Matthäuspassion, BWV 244: Arie „Blute nur, du liebes Herz“)    | Johann Sebastian Bach 1729                                                                          | Beauty and the Beat                                         | 2014 |                                                            |
| Boy and the Ghost                                                                          | Alexander Jonsson, Anders Wollbeck, Anine Stang, Jessika Lundstrom, Mattias Lindblom, Tarja Turunen | My Winter Storm                                             | 2007 |                                                            |
| Calling from the Wild                                                                      | Alexander Scholpp, Mattias Lindblom, Tarja Turunen                                                  | The Shadow Self                                             | 2016 |                                                            |
| Calling Grace                                                                              | Kiko Masbaum, Michelle Leonard, Tarja Turunen                                                       | My Winter Storm                                             | 2007 |                                                            |
| Carmen Overture – Live 2014                                                                | Georges Bizet                                                                                       | Beauty and the Beat                                         | 2014 | + Orchester                                                |
| Castillos De Papel (Paper Castles)                                                         | | Aún sigo latiendo                                           | 2015 | + Lörihen                                                  |
| Child in Time – Live 12. 6. 2009                                                           | Ritchie Blackmore, Roger Glover, Ian Gillan, Jon Lord, Ian Paice                                    |                                                             | 2009 | + Rata Blanca                                              |
| Ciarán’s Well                                                                              | Alexander Scholpp, Michelle Leonard, Doug Wimbish, Tarja Turunen                                    | My Winter Storm                                             | 2007 |                                                            |
| Closer to the Sky                                                                          | Erik Nyholm, Tarja Turunen                                                                          | Outlanders                                                  | 2021 | + Outlanders & Trevor Rabin                                |
| Come Cover Me                                                                              | Emppu Vuorinen, Tuomas Holopainen                                                                   | Wishmaster                                                  | 2000 | + Nightwish                                                |
| Creek Mary’s Blood                                                                         | Tuomas Holopainen                                                                                   | Once                                                        | 2004 | + Nightwish, John Two-Hawks                                |
| Crimson Deep                                                                               | Angela Heldmann, Bart Hendrickson, Tarja Turunen                                                    | What Lies Beneath                                           | 2010 |                                                            |
| Crimson Deep – Live 2010 Masters of Rock / Czech Republic                                  | Angela Heldmann, Bart Hendrickson, Tarja Turunen                                                    | Luna Park Ride                                              | 2010 | + Philharmonic Bohuslava Martinû Zlin, Choir               |
| Crownless                                                                                  | Emppu Vuorinen, Tuomas Holopainen                                                                   | Wishmaster                                                  | 2000 | + Nightwish                                                |
| Damned and Divine                                                                          | Adrian Dimitri Andrew Zagoritis, Angela Heldmann, Tarja Turunen, Torsten Stenzel                    | My Winter Storm                                             | 2007 |                                                            |
| Damned Vampire and Gothic Divine (Heavy Version) (auch Damned and Divine)                  | Adrian Dimitri Andrew Zagoritis, Angela Heldmann, Tarja Turunen, Torsten Stenzel                    | My Winter Storm                                             | 2007 |                                                            |
| Dark Chest of Wonders                                                                      | Tuomas Holopainen                                                                                   | Once                                                        | 2004 | + Nightwish                                                |
| Dark Star                                                                                  | Johnny Lee Andrews, Tarja Turunen                                                                   | What Lies Beneath                                           | 2010 | + Phil Labonte                                             |
| Dark Star                                                                                  | Johnny Lee Andrews, Tarja Turunen                                                                   | What Lies Beneath                                           | 2010 |                                                            |
| Darkness                                                                                   | Peter Gabriel 2002                                                                                  | Colours in the Dark                                         | 2013 |                                                            |
| Dead Boy’s Poem                                                                            | Emppu Vuorinen, Jukka Nevalainen, Tarja Turunen, Tuomas Holopainen                                  | Wishmaster                                                  | 2000 | + Nightwish, Sam Hardwick                                  |
| Dead Gardens                                                                               | Tuomas Holopainen                                                                                   | Once                                                        | 2004 | + Nightwish, Jouni Hynynen                                 |
| Dead Promises                                                                              | Alex Scholpp, Tarja Turunen                                                                         | In The Raw                                                  | 2019 | + Björn "Speed" Strid                                      |
| Dead to the World                                                                          | Tuomas Holopainen                                                                                   | Century Child                                               | 2002 | + Nightwish                                                |
| Deck the Halls                                                                             | Charles Wood                                                                                        | From Spirits and Ghosts                                     | 2017 |                                                            |
| Deep Silent Complete – Single A-Seite FIN # 3                                              | Emppu Vuorinen, Jukka Nevalainen, Tarja Turunen, Tuomas Holopainen                                  | Wishmaster                                                  | 2000 | + Nightwish                                                |
| Deliverance                                                                                | Anders Wollbeck, James Michael Dooley, Mattias Lindblom, Tarja Turunen                              | Colours in the Dark                                         | 2013 |                                                            |
| Demons In You – Single                                                                     | Alex Jonson, Christel Sundberg, Erik Nyholm, Julian Barrett, Tarja Turunen                          | The Shadow Self                                             | 2016 |                                                            |
| Demons In You                                                                              | Alex Jonson, Christel Sundberg, Erik Nyholm, Julian Barrett, Tarja Turunen                          | The Shadow Self                                             | 2016 | + Alissa White-Gluz                                        |
| Den Enda Stunden                                                                           | Ture Rangström                                                                                      | Noche Escandinava I                                         | 2001 |                                                            |
| Den Första Kyssen Op.37 Nr.1                                                               | Jean Sibelius                                                                                       | Noche Escandinava I                                         | 2001 |                                                            |
| Devil and the Deep Dark Ocean                                                              | Tuomas Holopainen                                                                                   | Oceanborn                                                   | 1998 | + Nightwish, Tapio Wilska                                  |
| Die Alive                                                                                  | Anders Wollbeck, Hanne Sørvaag, Mattias Lindblom, Tarja Turunen                                     | My Winter Storm                                             | 2007 |                                                            |
| Die Meere Op.20 Nr.3                                                                       | Johannes Brahms                                                                                     | Noche Escandinava I                                         | 2001 | + Ingvild Storhaug                                         |
| Die Schwestern Op.61 Nr.4                                                                  | Johannes Brahms                                                                                     | Noche Escandinava I                                         | 2001 | + Ingvild Storhaug                                         |
| Diva                                                                                       | Anders Wollbeck, Mattias Lindblom, Tarja Turunen                                                    | The Shadow Self                                             | 2016 |                                                            |
| Don’t Give Up – Live 2011                                                                  | |                                                             | 2011 | + Liv Kristine                                             |
| Du meines Herzens Krönelein Op.21 Nr.2                                                     | Richard Strauss                                                                                     | Noche Escandinava I                                         | 2001 |                                                            |
| Eagle Eye                                                                                  | Pauli Rantasalmi, Tarja Turunen                                                                     | The Brightest Void                                          | 2014 | + Toni Turunen                                             |
| Echoes                                                                                     | Adrian Dimitri Andrew Zagoritis, Torsten Stenzel, Angela Heidmann, Tarja Turunen                    | Outlanders                                                  |      | + Outlanders & Jennifer Batten                             |
| Elfenlied                                                                                  | Hugo Wolf                                                                                           | Noche Escandinava I                                         | 2001 |                                                            |
| Elvenpath                                                                                  | Emppu Vuorinen, Jukka Nevalainen, Tarja Turunen, Tuomas Holopainen                                  | Angels Fall First                                           | 1996 | + Nightwish                                                |
| En Etsi Valtaa, Loistoa (Finnische Version) (auch Giv mig ej glans)                        | Jean Sibelius, Zachris Topelius 1909                                                                | In Concert – Live at Sibelius Hall                          | 2006 | + Harus                                                    |
| En Etsi Valtaa, Loistoa (Finnische Version) (auch Giv mig ej glans)                        | Jean Sibelius, Zachris Topelius 1909                                                                | Yhden enkelin unelma Single-CD                              | 2004 |                                                            |
| End of All Hope                                                                            | Tuomas Holopainen                                                                                   | Century Child                                               | 2002 | + Nightwish                                                |
| Enough                                                                                     | Tarja Turunen                                                                                       | My Winter Storm                                             | 2007 |                                                            |
| Epilogi                                                                                    | | Savonlinnan Taidelukion Romeo Ja Julia                      | 1995 | + Savonlinna Senior Secondary School of Arts and Music     |
| Evankeliumi – Live 1999                                                                    | Kärtsy Hatakka                                                                                      |                                                             | 1999 | + Waltari                                                  |
| Ever Dream Single FIN # 1                                                                  | Tuomas Holopainen                                                                                   | Century Child                                               | 2002 | + Nightwish,                                               |
| Eye of the Storm                                                                           | Anders Wollbeck, Mattias Lindblom, Tarja Turunen                                                    | Best Of Tarja – Living The Dream                            | 2022 |                                                            |
| Falling Awake Single                                                                       | Johnny Lee Andrews, Tarja Turunen                                                                   | What Lies Beneath                                           | 2010 |                                                            |
| Falling Awake                                                                              | Johnny Lee Andrews, Tarja Turunen                                                                   | What Lies Beneath                                           | 2010 | + Jason Hook                                               |
| Falling Awake                                                                              | Johnny Lee Andrews, Tarja Turunen                                                                   | What Lies Beneath                                           | 2010 | + Joe Satriani                                             |
| Falling Awake                                                                              | Johnny Lee Andrews, Tarja Turunen                                                                   | What Lies Beneath                                           | 2010 | + Julian Barrett                                           |
| Fantasmatic Part 3 – Live 2000                                                             | Tuomas Holopainen                                                                                   | Over the Hills and Far Away                                 | 2000 | + Nightwish                                                |
| FantasMic – Live 2000                                                                      | Tuomas Holopainen                                                                                   | Wishmaster                                                  | 2000 | + Nightwish                                                |
| Feel for You                                                                               | Tuomas Holopainen                                                                                   | Century Child                                               | 2002 | + Nightwish                                                |
| Feliz Navidad                                                                              | José Feliciano                                                                                      | From Spirits And Ghosts                                     | 2017 |                                                            |
| Fine Knacks for Ladies                                                                     | John Dowland                                                                                        | Savonlinnan Taidelukion Romeo Ja Julia                      | 1995 | + Savonlinna Senior Secondary School of Arts and Music     |
| Fly Me to the Moon – Live 2014                                                             | Bart Howard (Felicia Sanders 1954)                                                                  | Beauty and the Beat                                         | 2014 | + Mike Terrana                                             |
| Forever Yours                                                                              | Tuomas Holopainen                                                                                   | Century Child                                               | 2002 | + Nightwish                                                |
| From Our Vaults: A Fly on the Wall – Live 2012, Photogallery 2                             | | Act I: Live in Rosario                                      | 2012 |                                                            |
| Gethsemane                                                                                 | Tuomas Holopainen                                                                                   | Oceanborn                                                   | 1998 | + Nightwish                                                |
| Ghost Love Score                                                                           | Tuomas Holopainen                                                                                   | Once                                                        | 2004 | + Nightwish                                                |
| God Rest Ye Merry Gentlemen                                                                | Trad.                                                                                               | From Spirits And Ghosts                                     | 2017 |                                                            |
| Goldfinger (James Bond Main Theme)                                                         | Anthony Newley, John Barry, Leslie Bricusse                                                         | The Brightest Void                                          | 2014 |                                                            |
| Goodbye Stranger                                                                           | Alex Scholpp, Tarja Turunen                                                                         | In The Raw                                                  | 2019 | + Cristina Scabbia                                         |
| Guerrero Del Arcoiris – Live 12. 6. 2009                                                   | Walter Giardino                                                                                     |                                                             | 2009 | + Rata Blanca                                              |
| Happy Christmas (War Is Over)                                                              | John Lennon, Yoko Ono (The Plastic Ono Band 1971)                                                   | Henkäys ikuisuudesta                                        | 2006 |                                                            |
| Happy New Year (Englisch-Spanische Version)                                                | Benny Andersson, Björn Ulvaeus (ABBA, 1980)                                                         | Henkäys ikuisuudesta                                        | 2006 |                                                            |
| Have Yourself a Merry Little Christmas                                                     | Hugh Martin, Ralph Blane                                                                            | From Spirits And Ghosts                                     | 2017 |                                                            |
| Have Yourself A Merry Little Christmas – Live 2020                                         | Hugh Martin, Ralph Blane                                                                            | Christmas Together: Live At Olomouc And Hradec Kralove – LP | 2020 |                                                            |
| Heaven Is a Place on Earth – Live 2012                                                     | Ellen Shipley, Rick Nowels (Belinda Carlisle 1987)                                                  | Act I: Live in Rosario                                      | 2012 |                                                            |
| Heijaa, Heijaa Op.60 Nr.1                                                                  | Leevi Madetoja                                                                                      | Noche Escandinava I                                         | 2001 |                                                            |
| Heinillä Härkien                                                                           | Martti Korpilahti                                                                                   | Henkäys ikuisuudesta                                        | 2006 |                                                            |
| Heinillä Härkien                                                                           | Martti Korpilahti                                                                                   | In Concert – Live at Sibelius Hall                          | 2006 | + Harus                                                    |
| Herbstlied Op.63 Nr.4                                                                      | Felix Mendelssohn Bartholdy                                                                         | Noche Escandinava I                                         | 2001 | + Marjut Paavilainen                                       |
| Hermandades de Fierro – Live 2015                                                          | Juan José Gabriel Barrett, Richar Asspero, Rockardo Asspero                                         |                                                             | 2015 | + Asspera                                                  |
| High Hopes – Live 2005                                                                     | David Gilmour, Polly Samson (Pink Floyd 1994)                                                       | Highest Hopes – The Best of Nightwish                       | 2005 | + Nightwish                                                |
| Higher Than Hope – Single A-Seite DEU # 36                                                 | Marco Hietala, Tuomas Holopainen                                                                    | Once                                                        | 2004 | + Nightwish                                                |
| House of Wax                                                                               | Paul McCartney                                                                                      | The Brightest Void                                          | 2014 |                                                            |
| I Feel Immortal Single                                                                     | Kerli Kõiv, Lindy Robbins, Tarja Turunen, Toby Gad                                                  | What Lies Beneath                                           | 2010 |                                                            |
| I Feel Pretty – Live 2014                                                                  | Leonard Bernstein, Stephen Sondheim (Carol Lawrence & Marilyn Cooper 1957)                          | Beauty and the Beat                                         | 2014 |                                                            |
| I’m Here – Live 2011                                                                       | |                                                             | 2011 | + ?                                                        |
| I Walk Alone – Live 2014                                                                   | Anders Wollbeck, Mattias Lindblom, Harry Sommerdahl                                                 | Beauty and the Beat                                         | 2014 | + Mike Terrana                                             |
| I Walk Alone – Single                                                                      | Anders Wollbeck, Mattias Lindblom, Harry Sommerdahl                                                 | My Winter Storm                                             | 2007 |                                                            |
| I Walk Alone – Live 2010 Masters of Rock / Czech Republic                                  | Anders Wollbeck, Mattias Lindblom, Harry Sommerdahl                                                 | Luna Park Ride                                              | 2010 | + Philharmonic Bohuslava Martinû Zlin, Choir               |
| I Walk Alone                                                                               | Anders Wollbeck, Mattias Lindblom, Harry Sommerdahl                                                 | Rocking Heels: Live at Metal Church                         | 2016 |                                                            |
| I Will Be Gone                                                                             | Magnus Karlsson, Mat Sinner                                                                         | Metal Commando                                              | 2020 | + Primal Fear                                              |
| Ich wollt, meine Lieb ergösse sich Op.63 Nr.1                                              | Felix Mendelssohn Bartholdy                                                                         | Noche Escandinava I                                         | 2001 | + Marjut Paavilainen                                       |
| If You Believe (Piano Version)                                                             | Adrian Zagoritis, Angela Heldmann, Tarja Turunen, Torsten Stenzel                                   | I Feel Immortal Single                                      | 2010 |                                                            |
| Imandran Laulu, Op.30C No4 (Larin Kyösti)                                                  | Toivo Kuula                                                                                         | Noche Escandinava II                                        | 2001 |                                                            |
| Immigrant Song – Live 2014                                                                 | Jimmy Page, Robert Plant                                                                            | Beauty and the Beat                                         | 2014 | + Mike Terrana                                             |
| Improvisation Variations Sur Un Noël                                                       | Kalevi Kiviniemi                                                                                    | In Concert – Live at Sibelius Hall                          | 2006 | + Harus                                                    |
| In for a Kill                                                                              | Anders Wollbeck, Mattias Lindblom, Tarja Turunen                                                    | What Lies Beneath                                           | 2010 |                                                            |
| In for a Kill – Live 2010 Masters of Rock / Czech Republic                                 | Anders Wollbeck, Mattias Lindblom, Tarja Turunen                                                    | Luna Park Ride                                              | 2010 | + Philharmonic Bohuslava Martinû Zlin, Choir               |
| In the Picture                                                                             | Andreas Dirksmeier, Mario Le Mole, Victor Smolski                                                   | Nuclear Blast All-Stars: Into the Light                     | 2007 | + Nuclear Blast Allstars                                   |
| Innocence – Single                                                                         | Anders Wollbeck, Mattias Lindblom, Tarja Turunen                                                    | The Shadow Self                                             | 2016 |                                                            |
| Into the Sun – Live 2014                                                                   | Anders Wollbeck, Mattias Lindblom, Steve van Velvet, Tarja Turunen                                  | Beauty and the Beat                                         | 2014 | + Mike Terrana                                             |
| Into the Sun – Live 2012 Single                                                            | Anders Wollbeck, Mattias Lindblom, Steve van Velvet, Tarja Turunen                                  | Act I: Live in Rosario                                      | 2012 |                                                            |
| Ite, Missa Est                                                                             | Anders Wollbeck, Harry Sommerdahl, Mattias Lindblom                                                 | My Winter Storm                                             | 2007 |                                                            |
| Jo Joutuu Ilta (auch „5 julsånger“ (Fünf Weihnachtslieder), op. 1)                         | Aino Suonio, Jean Sibelius, Zacharias Topelius                                                      | Henkäys ikuisuudesta                                        | 2006 |                                                            |
| Jouluyö, Juhlayö (Silent Night) (auch Stille Nacht, heilige Nacht)                         | Franz Xaver Gruber, Joseph Mohr 1902                                                                | In Concert – Live at Sibelius Hall                          | 2006 | + Harus                                                    |
| Jouluyö, Juhlayö (Silent Night) (auch Stille Nacht, heilige Nacht)                         | Franz Xaver Gruber, Joseph Mohr                                                                     | Henkäys ikuisuudesta                                        | 2006 |                                                            |
| Kashmir – Live 2014                                                                        | Jimmy Page, John Bonham, Robert Plant                                                               | Beauty and the Beat                                         | 2014 | + Mike Terrana                                             |
| Kesäyö Kirkkomaalla, Op. 6 No1 (V.A. Koskenniemi)                                          | Toivo Kuula                                                                                         | Noche Escandinava II                                        | 2001 |                                                            |
| Know Why the Nightingale Sings                                                             | Emppu Vuorinen, Jukka Nevalainen, Tarja Turunen, Tuomas Holopainen                                  | Angels Fall First                                           | 1996 | + Nightwish                                                |
| Kuin Henkäys Ikuisuutta                                                                    | Esa Niemien, Sinikka Svärd, Tarja Turunen                                                           | Henkäys ikuisuudesta                                        | 2006 |                                                            |
| Kun Joulu On                                                                               | Alpo Noponen, Otto Kotilainen                                                                       | Yhden enkelin unelma Single-CD                              | 2004 |                                                            |
| Kun Päivä Paistaa, Op.24 No1 (Hilja)                                                       | Oskar Merikanto                                                                                     | Noche Escandinava II                                        | 2001 |                                                            |
| Kuolema Tekee Taiteilijan – Single A-Seite FIN # 1                                         | Tuomas Holopainen                                                                                   | Once                                                        | 2004 | + Nightwish                                                |
| Lady Night                                                                                 | | Savonlinnan Taidelukion Romeo Ja Julia                      | 1995 | + Savonlinna Senior Secondary School of Arts and Music     |
| Lagoon                                                                                     | Tuomas Holopainen                                                                                   | Tales From the Elvenpath                                    | 2002 | + Nightwish                                                |
| Lailla Virvaliekin (Autrefois) Op. 96 (Laura Heinonen)                                     | Jean Sibelius                                                                                       | Noche Escandinava II                                        | 2001 | + Marjut Paavilainen                                       |
| Land of Sea and Sun                                                                        | Tarja Turunen                                                                                       | Outlanders                                                  | 2022 | + Outlanders & Marty Friedman                              |
| Lappi (Lapland): 1. Erämaajärvi                                                            | Emppu Vuorinen, Jukka Nevalainen, Tarja Turunen, Tuomas Holopainen                                  | Angels Fall First                                           | 1996 | + Nightwish                                                |
| Lappi (Lapland): 3. This Moment Is Eternity                                                | Emppu Vuorinen, Jukka Nevalainen, Tarja Turunen, Tuomas Holopainen                                  | Angels Fall First                                           | 1996 | + Nightwish                                                |
| Lappi (Lapland): 4. Etiäinen – Demo                                                        | Emppu Vuorinen, Jukka Nevalainen, Tarja Turunen, Tuomas Holopainen                                  | Angels Fall First                                           | 1996 | + Nightwish                                                |
| Laululle, Op.52 No3 (V.E. Törmänen)                                                        | Yrjö Kilpinen                                                                                       | Noche Escandinava II                                        | 2001 |                                                            |
| Leaving You for Me                                                                         | Martin Kesici, Tarja Turunen                                                                        | Leaving You for Me Single                                   | 2005 | + Martin Kesici                                            |
| Led Zeppelin Medley                                                                        | Jimmy Page, Robert Plant, John Bonham                                                               | Beauty & The Beat                                           | 2014 | + Mike Terrana                                             |
| Libiamo ne’ lieti calici – Live 2006                                                       | |                                                             | 2006 | + Raimo Sirkiä                                             |
| Little Lies                                                                                | Alexander Scholpp, Johnny Lee Andrews, Tarja Turunen                                                | What Lies Beneath                                           | 2010 |                                                            |
| Live to Tell the Tale                                                                      | Tuomas Holopainen                                                                                   | Once                                                        | 2004 | + Nightwish                                                |
| Livin’ On a Prayer – Live 2012                                                             | Desmond Child, Jon Bon Jovi, Richie Sambora (Bon Jovi 1986)                                         | Act I: Live in Rosario                                      | 2012 |                                                            |
| Loputon Yö                                                                                 | Tarja Turunen                                                                                       | In The Raw                                                  | 2019 |                                                            |
| Lost Northern Star                                                                         | Kiko Masbaum, Michelle Leonard, Tarja Turunen                                                       | My Winter Storm                                             | 2007 |                                                            |
| Love to Hate                                                                               | Angela Heldmann, Erik Nyholm, Tarja Turunen                                                         | The Shadow Self                                             | 2016 |                                                            |
| Lucid Dreamer                                                                              | Anders Wollbeck, Mattias Lindblom, Tarja Turunen                                                    | Colours in the Dark                                         | 2013 |                                                            |
| Maa On Niin Kaunis                                                                         | Bernhard Ingemann, Hilja Haahti                                                                     | Henkäys ikuisuudesta                                        | 2006 |                                                            |
| Maa On Niin Kaunis                                                                         | Bernhard Ingemann, Hilja Haahti                                                                     | In Concert – Live at Sibelius Hall                          | 2006 | + Harus                                                    |
| Magnificat: Quia Respexit (auch Quia respexit humilitatem)                                 | Johann Sebastian Bach 1731                                                                          | Henkäys ikuisuudesta                                        | 2006 |                                                            |
| Marian Poika (auch Mary’s Little Boy Chile)                                                | Jester Hairston 1955                                                                                | Henkäys ikuisuudesta                                        | 2006 |                                                            |
| Medusa                                                                                     | Angela Heldmann, Bart Hendrickson, Tarja Turunen                                                    | Left in the Dark                                            | 2014 |                                                            |
| Medusa                                                                                     | Angela Heldmann, Bart Hendrickson, Tarja Turunen                                                    | Colours in the Dark                                         | 2013 | + Justin Furstenfeld                                       |
| Mein Herr Marquis – Live 2014                                                              | Johann Strauß, Karl Haffner, Richard Genée 1874                                                     | Beauty and the Beat                                         | 2014 |                                                            |
| Miksi Laulan, Op.20 No2 (J.H. Erkko)                                                       | Oskar Merikanto                                                                                     | Noche Escandinava II                                        | 2001 |                                                            |
| Minor Heaven                                                                               | Anders Wollbeck, Mattias Lindblom                                                                   | My Winter Storm                                             | 2007 |                                                            |
| Mökit Nukkuu Lumiset                                                                       | Eino Leino, Heino Kaski                                                                             | Henkäys ikuisuudesta                                        | 2006 |                                                            |
| Montañas De Silencio                                                                       | Martin Tillman, Tarja Turunen                                                                       | What Lies Beneath                                           | 2010 |                                                            |
| My Little Phoenix                                                                          | Michiel Van Zundert, Ruud Houweling                                                                 | My Winter Storm                                             | 2007 |                                                            |
| Mystique Voyage                                                                            | Tarja Turunen                                                                                       | Colours in the Dark                                         | 2013 |                                                            |
| Mystique Voyage                                                                            | Tarja Turunen                                                                                       | Outlanders                                                  | 2023 | + Outlanders & Steve Rothery                               |
| Naiad                                                                                      | Adrian Zagoritis, Angela Heldmann, Tarja Turunen, Torsten Stenzel                                   | What Lies Beneath                                           | 2010 |                                                            |
| Nemo – Single DEU # 6                                                                      | Tuomas Holopainen                                                                                   | Once                                                        | 2004 | + Nightwish,                                               |
| Nemo – Live 2012                                                                           | Tuomas Holopainen (Nightwish 2004)                                                                  | Act I: Live in Rosario                                      | 2012 |                                                            |
| Never Enough – Live 2012                                                                   | Johnny Lee Andrews, Tarja Turunen                                                                   | Act I: Live in Rosario                                      | 2012 |                                                            |
| Never Too Far                                                                              | Mike Oldfield, Tarja Turunen                                                                        | Tubular Beats                                               | 2013 | + Mike Oldfield                                            |
| Never Too Far                                                                              | Mike Oldfield, Tarja Turunen, Torsten Strenzel                                                      | Outlanders                                                  | 2023 | + Outlanders & Mike Oldfield                               |
| Neverlight                                                                                 | Anders Wollbeck, Jesper Strömblad, Mattias Lindblom, Tarja Turunen                                  | Colours in the Dark                                         | 2013 |                                                            |
| Nightquest                                                                                 | Emppu Vuorinen, Tuomas Holopainen                                                                   | Tales from the Elvenpath                                    | 1999 | + Nightwish                                                |
| Nightwish – Demo Acoustic                                                                  | Emppu Vuorinen, Jukka Nevalainen, Tarja Turunen, Tuomas Holopainen                                  | Angels Fall First                                           | 1997 | + Nightwish                                                |
| No Bitter End – Video Clip Version                                                         | Alexander Scholpp, Daniel Pieper, Mattias Lindblom, Tarja Turunen                                   | The Brightest Void                                          | 2014 |                                                            |
| Numb                                                                                       | | Rocking Heels: Live at Metal Church                         | 2016 |                                                            |
| Nymphomaniac Fantasia                                                                      | Emppu Vuorinen, Jukka Nevalainen, Tarja Turunen, Tuomas Holopainen                                  | Angels Fall First                                           | 1996 | + Nightwish                                                |
| O Come, O Come, Emmanuel                                                                   | Thomas Helmore                                                                                      | From Spirits And Ghosts                                     | 2017 |                                                            |
| O Come, O Come, Emmanuel – Live 2020                                                       | Thomas Helmore                                                                                      | Christmas Together: Live At Olomouc And Hradec Kralove – LP | 2020 |                                                            |
| O Mio Babbino Caro – Live 2014                                                             | Giacomo Puccini 1918                                                                                | Beauty and the Beat                                         | 2014 |                                                            |
| O Tannenbaum                                                                               | Ernst Anschütz                                                                                      | From Spirits And Ghosts                                     | 2017 |                                                            |
| Oasis                                                                                      | Tarja Turunen                                                                                       | My Winter Storm                                             | 2007 |                                                            |
| Ocean Soul                                                                                 | Tuomas Holopainen                                                                                   | Century Child                                               | 2002 | + Nightwish                                                |
| Ohne Dich                                                                                  | | Rocking Heels: Live at Metal Church                         | 2016 |                                                            |
| Oi, Kiitos Sa Luojani Armollinen                                                           | Oskar Merikanto                                                                                     | Noche Escandinava I                                         | 2001 | + Marjut Paavilainen                                       |
| Oi, Kiitos Sa Luojani Armollinen                                                           | Oskar Merikanto                                                                                     | Noche Escandinava II                                        | 2001 | + Juha Koskela, Marjut Paavilainen                         |
| Once Upon a Troubadour                                                                     | Emppu Vuorinen, Jukka Nevalainen, Tarja Turunen, Tuomas Holopainen                                  | Angels Fall First                                           | 1997 | + Nightwish                                                |
| One Angel’s Dream                                                                          | | One Angel’s Dream (Single-CD)                               |      |                                                            |
| Orpheus Hallucination – Live 2012                                                          | Jacques Offenbach                                                                                   | Act I: Live in Rosario                                      | 2012 |                                                            |
| Orpheus in the Underworld – Live 2012                                                      | Jacques Offenbach                                                                                   | Act I: Live in Rosario                                      | 2012 |                                                            |
| Our Great Divide                                                                           | Anders Wollbeck, Hanne Sørvaag, Mattias Lindblom, Tarja Turunen                                     | My Winter Storm                                             | 2007 |                                                            |
| Outlanders                                                                                 | Tarja Turunen                                                                                       | Outlanders                                                  | 2011 | + Outlanders & Walter Giardino                             |
| Over the Hills and Far Away – Live 2015                                                    | Gary Moore 1987                                                                                     |                                                             | 2015 | + Asspera                                                  |
| Over the Hills and Far Away – Single A-Seite FIN # 1                                       | Gary Moore 1987                                                                                     | Over the Hills and Far Away                                 | 2001 | + Nightwish                                                |
| Over the Hills and Far Away – Live 2012                                                    | Gary Moore 1987                                                                                     | Act I: Live in Rosario                                      | 2012 |                                                            |
| Paradise (What About Us?) – Single                                                         | Martijn Spierenburg, Robert Westerholt, Sharon den Adel                                             | The Brightest Void                                          | 2013 | + Within Temptation                                        |
| Passion and the Opera                                                                      | Tuomas Holopainen                                                                                   | Oceanborn                                                   | 1998 | + Nightwish                                                |
| Pie Jesu                                                                                   | Andrew Lloyd Webber                                                                                 | From Spirits And Ghosts                                     | 2017 |                                                            |
| Planet Hell                                                                                | Tuomas Holopainen                                                                                   | Oceanborn                                                   | 1998 | + Nightwish                                                |
| Poison                                                                                     | Alice Cooper, Desmond Child, John McCurry 1989                                                      | My Winter Storm                                             | 2007 |                                                            |
| Promises Under the Rain                                                                    | Beto Vazquez, Danilo Moschen, Mic                                                                   | Beto Vazquez Infinity                                       | 2001 | + Beto Vazquez Infinity, Candice Night, Sabine Edelsbacher |
| Railroads                                                                                  | Erik Nyholm, Tarja Turunen                                                                          | In The Raw                                                  | 2019 |                                                            |
| Rannalta I, Op.23 No1 (V.A. Koskenniemi)                                                   | Yrjö Kilpinen                                                                                       | Noche Escandinava II                                        | 2001 |                                                            |
| Rivers of Lust                                                                             | Jessika Lundstrom, Johan Westmar, Kid Crazy, Kristoffer Karlsson, Tarja Turunen                     | What Lies Beneath                                           | 2010 |                                                            |
| Romanticide                                                                                | Marco Hietala, Tuomas Holopainen                                                                    | Once                                                        | 2004 | + Nightwish                                                |
| Rompe El Hechizo – Live 12. 6. 2009                                                        | Rata Blanca                                                                                         |                                                             | 2009 | + Rata Blanca                                              |
| Rukous, Op.40 No2 (Nino Runeberg)                                                          | Oskar Merikanto                                                                                     | Noche Escandinava II                                        | 2001 |                                                            |
| Sacrament of Wilderness – Single FIN # 1                                                   | Emppu Vuorinen, Tuomas Holopainen                                                                   | Oceanborn                                                   | 1998 | + Nightwish                                                |
| Sadness in the Night                                                                       | Tarja Turunen                                                                                       | Beto Vazquez Infinity                                       | 2001 | + Beto Vazquez Infinity                                    |
| Säf, Säf Susa, Op.36 No4 (G. Fröding)                                                      | Jean Sibelius                                                                                       | Noche Escandinava II                                        | 2001 |                                                            |
| Säv, Säv Susa Op. 36 Nr.4                                                                  | Jean Sibelius                                                                                       | Noche Escandinava I                                         | 2001 |                                                            |
| Seeking for the Reign                                                                      | Adrian Zagoritis, Angela Heldmann, Tarja Turunen, Torsten Stenzel                                   | My Winter Storm                                             | 2007 |                                                            |
| Serene                                                                                     | Alex Scholpp, Anders Wollbeck, Mattias Lindblom, Tarja Turunen                                      | In The Raw                                                  | 2019 |                                                            |
| Shadow Play                                                                                | Tarja Turunen                                                                                       | In The Raw                                                  | 2019 |                                                            |
| Shameless                                                                                  | Julian Barrett, Tarja Turunen                                                                       | The Brightest Void                                          | 2014 |                                                            |
| She Is My Sin                                                                              | Tuomas Holopainen                                                                                   | Wishmaster                                                  | 2000 | + Nightwish                                                |
| Signos – Live 2012                                                                         | Gustavo Cerati 1986                                                                                 | Act I: Live in Rosario                                      | 2012 |                                                            |
| Silent Masquerade                                                                          | Julian Barrett, Tarja Turunen                                                                       |                                                             | 2019 |                                                            |
| Silent Masquerade                                                                          | Julian Barrett, Tarja Turunen                                                                       | In The Raw                                                  | 2019 | + Tommy Karevik                                            |
| Silent Night – Live 2020                                                                   | | Christmas Together: Live At Olomouc And Hradec Kralove – LP | 2020 |                                                            |
| Sing for Me                                                                                | Christel Sundberg, Kid Crazy, Tracy Lipp                                                            | My Winter Storm                                             | 2007 |                                                            |
| Slaying the Dreamer                                                                        | Emppu Vuorinen, Tuomas Holopainen                                                                   | Century Child                                               | 2002 | + Nightwish                                                |
| Sleeping Sun – Single DEU # 34                                                             | Tuomas Holopainen                                                                                   | Oceanborn                                                   | 1998 | + Nightwish                                                |
| Sleeping Sun – Neu, Single                                                                 | Tuomas Holopainen                                                                                   | Oceanborn                                                   | 2005 | + Nightwish                                                |
| Sleeping Sun                                                                               | Tuomas Holopainen                                                                                   | Rocking Heels: Live at Metal Church                         | 2016 |                                                            |
| Sleepwalker                                                                                | Tuomas Holopainen                                                                                   | Wishmaster                                                  | 2000 | + Nightwish                                                |
| Soipa Kieli                                                                                | Oskar Merikanto                                                                                     | Noche Escandinava II                                        | 2001 | + Juha Koskela                                             |
| Soipa Kieli                                                                                | Oskar Merikanto                                                                                     | Noche Escandinava I                                         | 2001 | + Marjut Paavilainen                                       |
| Song to the Moon – Live 2014 (auch Mesicku Na Nebi Hlubokem)                               | Antonín Dvořák 1900                                                                                 | Beauty and the Beat                                         | 2014 |                                                            |
| Spirits Of The Sea                                                                         | Bart K. Hendrickson, Tarja Turunen                                                                  | In The Raw                                                  | 2019 |                                                            |
| Stairway to Heaven – Live 2014                                                             | Jimmy Page, Robert Plant                                                                            | Beauty and the Beat                                         | 2014 | + Mike Terrana                                             |
| Stand Away                                                                                 | Rafael Bittencourt                                                                                  | Angels Cry 20th Anniversary Tour                            | 2013 | + Angra                                                    |
| Stargazers                                                                                 | Tuomas Holopainen                                                                                   | Oceanborn                                                   | 1998 | + Nightwish                                                |
| Stargazers – Live 2012                                                                     | Tuomas Holopainen (Nightwish 1998)                                                                  | Act I: Live in Rosario                                      | 2012 |                                                            |
| Still of the Night                                                                         | David Coverdale, John Sykes (Whitesnake 1987)                                                       | What Lies Beneath                                           | 2010 |                                                            |
| Stone People – Live 21. 10. 2005                                                           | John Two-Hawks                                                                                      | End of an Era                                               | 2005 | + Nightwish, John Two-Hawks                                |
| Sunset                                                                                     | Adrian Zagoritis, Angela Heldmann, Tarja Turunen, Torsten Stenzel                                   | My Winter Storm                                             | 2007 |                                                            |
| Supremacy                                                                                  | Matthew Bellamy                                                                                     | The Shadow Self                                             | 2016 |                                                            |
| Swanheart                                                                                  | Emppu Vuorinen, Jukka Nevalainen, Tarja Turunen, Tuomas Holopainen                                  | Oceanborn                                                   | 1998 | + Nightwish                                                |
| Swanheart – Live 2014                                                                      | Emppu Vuorinen, Jukka Nevalainen, Tarja Turunen, Tuomas Holopainen (Nightwish 1998)                 | Beauty and the Beat                                         | 2014 | + Mike Terrana                                             |
| Sydämeeni Joulun Teen – Live 2020                                                          | | Christmas Together: Live At Olomouc And Hradec Kralove – LP | 2020 |                                                            |
| Symphony of Destruction – Live 2004                                                        | Dave Mustaine (Megadeth 1992)                                                                       | Kuolema Tekee Taiteilijan Single-CD                         | 2004 | + Nightwish                                                |
| Tähtien Laulu, Op.155 No2 (Arvid Lydecken)                                                 | Erkki Melartin                                                                                      | Noche Escandinava II                                        | 2001 | + Marjut Paavilainen                                       |
| Tears In Rain                                                                              | Johnny Lee Andrews, Tarja Turunen                                                                   | In The Raw                                                  | 2019 |                                                            |
| The Archive of Lost Dreams                                                                 | Tarja Turunen                                                                                       | What Lies Beneath                                           | 2010 |                                                            |
| The Carpenter – Single FIN # 3                                                             | Emppu Vuorinen, Jukka Nevalainen, Tarja Turunen, Tuomas Holopainen                                  | Angels Fall First                                           | 1996 | + Nightwish                                                |
| The Christmas Song – Live 2020                                                             | | Christmas Together: Live At Olomouc And Hradec Kralove – LP | 2020 |                                                            |
| The Cruellest Goodbye                                                                      | Harry Sommerdahl, Sorvaag Fredriksen, Tarja Turunen                                                 | Outlanders                                                  | 2022 | + Outlanders & Al Di Meola                                 |
| The Crying Moon                                                                            | Christoph Masbaum Michelle Leonard, Tarja Turunen                                                   | What Lies Beneath                                           | 2010 |                                                            |
| The Escape of the Doll                                                                     | Michiel Van Zundert, Ruud Houweling                                                                 | My Winter Storm                                             | 2007 |                                                            |
| The Eyes of a Child                                                                        | Graham Russel, Ron Bloom (Air Supply 1987)                                                          | Henkäys ikuisuudesta                                        | 2006 |                                                            |
| The Forever Moments – Demo Acoustic                                                        | Emppu Vuorinen, Jukka Nevalainen, Tarja Turunen, Tuomas Holopainen                                  | Angels Fall First                                           | 1997 | + Nightwish                                                |
| The Good Die Young                                                                         | Christian Kolonovits, Klaus Meine, Rudolf Schenker                                                  | Sting in the Tail                                           | 2010 | + Scorpions                                                |
| The Good Die Young                                                                         | Christian Kolonovits, Klaus Meine, Rudolf Schenker                                                  | Falling Awake Single                                        | 2010 |                                                            |
| The Kinslayer                                                                              | Tuomas Holopainen                                                                                   | Wishmaster                                                  | 2000 | + Nightwish, Ike Vil                                       |
| The Laws of the Future                                                                     | Beto Vazquez, Max Ditamo                                                                            | Beto Vazquez Infinity                                       | 2001 | + Beto Vazquez Infinity, Sabine Edelsbacher                |
| The Living End                                                                             | Johnny Lee Andrews, Tarja Turunen                                                                   | The Shadow Self                                             | 2016 |                                                            |
| The Living End – Live 2016                                                                 | Johnny Lee Andrews, Tarja Turunen                                                                   | Rocking Heels: Live at Metal Church                         | 2016 |                                                            |
| The Phantom of the Opera – Live 2012                                                       | Andrew Lloyd Webber, Charles Hart, Richard Stilgoe (Sarah Brightman, Steve Harley 1986)             | Act I: Live in Rosario                                      | 2012 |                                                            |
| The Phantom of the Opera                                                                   | Andrew Lloyd Webber, Charles Hart, Richard Stilgoe (Sarah Brightman, Steve Harley 1986)             | Century Child                                               | 2002 | + Nightwish                                                |
| The Pharaoh Sails to Orion                                                                 | Tuomas Holopainen                                                                                   | Oceanborn                                                   | 1998 | + Nightwish, Tapio Wilska                                  |
| The Reign                                                                                  | Adrian Zagoritis, Angela Heldmann, Tarja Turunen, Torsten Stenzel                                   | My Winter Storm                                             | 2007 |                                                            |
| The Reign – Live 2014                                                                      | Adrian Zagoritis, Angela Heldmann, Tarja Turunen, Torsten Stenzel                                   | Beauty and the Beat                                         | 2014 | + Mike Terrana                                             |
| The Riddler                                                                                | Tuomas Holopainen                                                                                   | Oceanborn                                                   | 1998 | + Nightwish                                                |
| The Seer                                                                                   | Alexander Komlew                                                                                    | My Winter Storm                                             | 2007 | + Doro Pesch                                               |
| The Siren – Live 2011 Summerbreeze / Germany                                               | Emppu Vuorinen, Tuomas Holopainen                                                                   | Luna Park Ride                                              | 2011 |                                                            |
| The Siren – Single DEU # 51                                                                | Emppu Vuorinen, Tuomas Holopainen                                                                   | Once                                                        | 2004 | + Nightwish                                                |
| The Sleeping Indian                                                                        | Vincent Pryce, Torsten Stenzel, Tarja Turunen                                                       | Outlanders                                                  | 2022 | + Outlanders & Joe Satriani                                |
| The Trooper – Live 21. 10. 2005                                                            | Steve Harris                                                                                        | End of an Era                                               | 2005 | + Nightwish                                                |
| The Unforgiven                                                                             | | Rocking Heels: Live at Metal Church                         | 2016 |                                                            |
| The Wayfarer                                                                               | Tuomas Holopainen                                                                                   | Century Child                                               | 2002 | + Nightwish,                                               |
| This Is a Hit-Song                                                                         | Angela Heldmann, Guillermo De Medio, Tarja Turunen                                                  | The Shadow Self                                             | 2016 |                                                            |
| Through the Eyes of the Fans – Live 2012, Photogallery 1                                   | | Act I: Live in Rosario                                      | 2012 |                                                            |
| Tired of Being Alone – Live 2012                                                           | Christopher von Deylen, Marcelo Cabuli, Tarja Turunen                                               | Act I: Live in Rosario                                      | 2012 |                                                            |
| Tired of Being Alone                                                                       | Christopher von Deylen, Marcelo Cabuli, Tarja Turunen                                               | Tag und Nacht                                               | 2005 | + Schiller                                                 |
| Toccata and Fugue in D Minor, BWV 565 – Live 2012 (auch Toccata und Fuge d-Moll (BWV 565)) | Johann Sebastian Bach 1709                                                                          | Act I: Live in Rosario                                      | 2012 |                                                            |
| Together                                                                                   | Tarja Turunen                                                                                       | From Spirits And Ghosts                                     | 2017 |                                                            |
| Together – Live 2020                                                                       | Tarja Turunen                                                                                       | Christmas Together: Live At Olomouc And Hradec Kralove – LP | 2020 |                                                            |
| Tonttu – Live 2020                                                                         | | Christmas Together: Live At Olomouc And Hradec Kralove – LP | 2020 |                                                            |
| Too Many                                                                                   | Angela Heldmann, Guillermo De Medio, Tarja Turunen                                                  | The Shadow Self                                             | 2016 |                                                            |
| Tuijotin Tulehen Kauan, Op.2 No2 (Eino Leino)                                              | Toivo Kuula                                                                                         | Noche Escandinava II                                        | 2001 |                                                            |
| Trust                                                                                      | | Rocking Heels: Live at Metal Church                         | 2016 |                                                            |
| Tutankhamen                                                                                | Emppu Vuorinen, Jukka Nevalainen, Tarja Turunen, Tuomas Holopainen                                  | Angels Fall First                                           | 1996 | + Nightwish                                                |
| Tuulikello                                                                                 | Anssi Tikanmäen Yhtye                                                                               | Perinteinen Pop-Levy                                        | 2001 |                                                            |
| Two for Tragedy                                                                            | Tuomas Holopainen                                                                                   | Wishmaster                                                  | 2000 | + Nightwish                                                |
| Underneath                                                                                 | Johnny Lee Andrews, Tarja Turunen                                                                   | What Lies Beneath                                           | 2010 |                                                            |
| Underneath – Live 2011                                                                     | Johnny Lee Andrews, Tarja Turunen                                                                   |                                                             | 2011 | + Jyrki 69                                                 |
| Undertaker                                                                                 | Atli Örvarsson, Mattias Lindblom, Tarja Turunen                                                     | The Shadow Self                                             | 2016 |                                                            |
| Until Dawn (Angels of Light)                                                               | Marcelo Isaac Cabuli, Beto Vázquez                                                                  | Beto Vazquez Infinity                                       | 2001 | + Beto Vazquez Infinity                                    |
| Until My Last Breath – Single                                                              | Johnny Lee Andrews, Tarja Turunen                                                                   | What Lies Beneath                                           | 2010 |                                                            |
| Until Silence                                                                              | Marko Saaresto, Markus Kaarlonen, Olli Tukiainen, Tarja Turunen                                     | Colours in the Dark                                         | 2013 |                                                            |
| Var Det En Dröm, Op.37 No1 (J.J. Wecksell)                                                 | Jean Sibelius                                                                                       | Noche Escandinava II                                        | 2001 |                                                            |
| Varpunen Jouluaamuna                                                                       | K. A. Hougberg, Otto Kotilainen, Zacharias Topelius                                                 | Henkäys ikuisuudesta                                        | 2006 |                                                            |
| Varpunen Jouluaamuna                                                                       | K. A. Hougberg, Otto Kotilainen, Zacharias Topelius                                                 | In Concert – Live at Sibelius Hall                          | 2006 | + Harus                                                    |
| Varpunen Jouluaamuna – Live 2020                                                           | K. A. Hougberg, Otto Kotilainen, Zacharias Topelius                                                 | Christmas Together: Live At Olomouc And Hradec Kralove – LP | 2020 |                                                            |
| Verborgenheit                                                                              | Hugo Wolf                                                                                           | Noche Escandinava I                                         | 2001 |                                                            |
| Vermillion [Part 2]                                                                        | | Rocking Heels: Live at Metal Church                         | 2016 |                                                            |
| Victim of Ritual – Single                                                                  | Anders Wollbeck, Mattias Lindblom, Tarja Turunen                                                    | Colours in the Dark                                         | 2013 |                                                            |
| Viimeinen Mahdollisuus                                                                     | | Savonlinnan Taidelukion Romeo Ja Julia                      | 1995 | + Savonlinna Senior Secondary School of Arts and Music     |
| Vilja Lied – Live 2014 (auch Es lebt’ eine Vilja, ein Waldmägdelein (Vilja-Lied))          | Franz Lehár, Victor Léon, Leo Stein 1905                                                            | Beauty and the Beat                                         | 2014 |                                                            |
| Vingar I Natten                                                                            | Ture Rangström                                                                                      | Noche Escandinava I                                         | 2001 |                                                            |
| Walking in the Air – Single FIN # 1                                                        | Howard Blake (Peter Auty 1982)                                                                      | Oceanborn                                                   | 1998 | + Nightwish                                                |
| Walking in the Air Classical version                                                       | Howard Blake (Peter Auty 1982)                                                                      | Henkäys Ikuisuudesta                                        | 2006 |                                                            |
| Walking in the Air                                                                         | Howard Blake (Peter Auty 1982)                                                                      | In Concert – Live at Sibelius Hall                          | 2006 | + Harus                                                    |
| Walking in the Air – Live 2020                                                             | Howard Blake (Peter Auty 1982)                                                                      | Christmas Together: Live At Olomouc And Hradec Kralove – LP | 2020 |                                                            |
| Walking with the Angels                                                                    | Doro Pesch, Joey Balin                                                                              | Fear No Evil                                                | 2009 | + Doro Pesch                                               |
| Wanderlust                                                                                 | Tuomas Holopainen                                                                                   | Wishmaster                                                  | 2000 | + Nightwish                                                |
| We Are                                                                                     | Anders Wollbeck, Mattias Lindblom, Tarja Turunen                                                    | What Lies Beneath                                           | 2010 |                                                            |
| We Own This Sky                                                                            | Hans Zimmer, Steve Mazzaro, Andrew Kawczynski                                                       | Outlanders                                                  | 2023 | + Outlanders & Ron "Bumblefoot" Thal                       |
| We Three Kings                                                                             | John Henry Hopkins Jr.                                                                              | From Spirits And Ghosts                                     | 2017 |                                                            |
| We Wish You A Merry Christmas                                                              | Trad.                                                                                               | From Spirits And Ghosts                                     | 2017 |                                                            |
| What Child Is This                                                                         | Trad.                                                                                               | From Spirits And Ghosts                                     | 2017 |                                                            |
| What Child Is This – Live 2020                                                             | Trad.                                                                                               | Christmas Together: Live At Olomouc And Hradec Kralove – LP | 2020 |                                                            |
| Where Were You Last Night                                                                  | Ankie Bagger, Norell Oson Bard 1989                                                                 | Once                                                        | 2004 | + Nightwish                                                |
| Where Were You Last Night – Live 2012                                                      | Ankie Bagger, Norell Oson Bard 1989                                                                 | Act I: Live in Rosario                                      | 2012 |                                                            |
| White Night Fantasy                                                                        | Tuomas Holopainen                                                                                   | Once                                                        | 2004 | + Nightwish,                                               |
| Wild Child – Live 4. 7. 2003                                                               | Blackie Lawless, Chris Holmes                                                                       | End of Innocence                                            | 2003 | + Nightwish                                                |
| Wisdom Of Wind                                                                             | Jeff Rona, Lisa Gerrard                                                                             | My Winter Storm                                             | 2007 |                                                            |
| Wish I Had an Angel                                                                        | Tuomas Holopainen                                                                                   | Once                                                        | 2004 | + Nightwish                                                |
| Wishmaster                                                                                 | Tuomas Holopainen                                                                                   | Wishmaster                                                  | 2000 | + Nightwish                                                |
| Wishmaster – Live 2012                                                                     | Tuomas Holopainen (Nightwish 2000)                                                                  | Act I: Live in Rosario                                      | 2012 |                                                            |
| Witch-hunt – Live 2014                                                                     | Tarja Turunen                                                                                       | Beauty and the Beat                                         | 2014 | + Mike Terrana                                             |
| Witch-hunt                                                                                 | Tarja Turunen                                                                                       | The Brightest Void                                          | 2014 |                                                            |
| Wizard                                                                                     | Beto Vázquez, Lanvall                                                                               | Beto Vazquez Infinity                                       | 2001 | + Beto Vazquez Infinity, Sabine Edelsbacher                |
| World In My Eyes                                                                           | Martin Core                                                                                         | Outlanders                                                  | 2022 | + Outlanders & Vernon Reid                                 |
| Wuthering Heights                                                                          | Kate Bush                                                                                           | Angels Cry 20th Anniversary Tour                            | 2013 | + Angra                                                    |
| You And I                                                                                  | Mattias Lindblom, Michael Zlanabitnig, Tarja Turunen                                                | In The Raw                                                  | 2019 |                                                            |
| You Take My Breath Away – Live 2014                                                        | Freddie Mercury (Queen, 1976)                                                                       | Beauty and the Beat                                         | 2014 |                                                            |
| You Would Have Loved This Single                                                           | Cori Connors, Helen Roy Connors 2001                                                                | Henkäys Ikuisuudesta                                        | 2006 |                                                            |
| You Would Have Loved This                                                                  | Cori Connors, Helen Roy Connors 2001                                                                | In Concert – Live at Sibelius Hall                          | 2006 | + Harus                                                    |
| You Would Have Loved This – Live 2020                                                      | Cori Connors, Helen Roy Connors 2001                                                                | Christmas Together: Live At Olomouc And Hradec Kralove – LP | 2020 |                                                            |
| Your Heaven and Your Hell                                                                  | Julian Barrett, Michael Monroe, Tarja Turunen                                                       | The Brightest Void                                          | 2014 | + Michael Monroe                                           |
| Yrtit Tummat Op.9 Nr.1                                                                     | Leevi Madetoja                                                                                      | Noche Escandinava I                                         | 2001 |                                                            |
| Zu Zweit Allein                                                                            | Ducky Martin Duckstein, Schandmaul                                                                  | Leuchtfeuer                                                 | 2016 | + Schandmaul                                               |
| Zueignung Op.10 Nr.1                                                                       | Richard Strauss 1885                                                                                | Noche Escandinava I                                         | 2001 |                                                            |